# Midwest Farmer’s Daughter
Midwest Farmer’s Daughter — дебютный студийный альбом американской кантри-певицы Марго Прайс, вышедший 25 марта 2016 года на лейбле Third Man Records.
Несмотря на ограниченный коммерческий успех альбома, занявшего 189-е место в Billboard 200, многие издания и музыкальные критики считают его одним из лучших альбомов 2016 года

## Об альбоме
Альбом Midwest Farmer’s Daughter был записан вживую на аналоговую плёнку в знаменитой студии Sun в Мемфисе, штат Теннесси (США), и смикширована в соседней студии Ardent Studios.

## Отзывы
| Совокупная оценка | Совокупная оценка |
| Источник          | Оценка            |
| ----------------- | ----------------- |
| Metacritic        | 86/100            |
| Оценки критиков   |                   |
| Источник          | Оценка            |
| AllMusic          | [ 9 ]             |
| Exclaim!          | 8/10              |
| The Guardian      | [ 11 ]            |
| The Observer      | [ 12 ]            |
| Pitchfork         | 7.0/10            |
| Rolling Stone     | [ 14 ]            |
| Spin              | 8/10              |
| The Times         | [ 16 ]            |
| Uncut             | 8/10              |
| Vice              | A−                |

Альбом получил положительные отзывы музыкальных критиков и интернет-изданий. На сайте Metacritic, который присваивает нормализованный рейтинг из 100 баллов рецензиям основных критиков, альбом получил средний балл 86 из 100, что означает «всеобщее признание» на основе 13 рецензий.
Уилл Гермес из Rolling Stone дал альбому положительную рецензию, описав вокальный стиль Прайс как «сдержанный, но могучий, её песенное творчество удивительно яркое, а аранжировочный инстинкт на высоте». Гермес отметил, что у Прайс «есть вкус к ретро-стилю», и что, начиная с первой песни, «Hands of Time», «вы вспоминаете о невероятной силе, которая кроется в хорошо использованных традициях. Эта сила становится очевидной в остальной части альбома». Стивен Томас Эрлевайн из AllMusic считает Лоретту Линн главным вдохновителем Прайса, но полагает, что, хотя в некоторых песнях альбом может склоняться к традиционности, «Прайс чувствует себя современно, превращая эти старомодные истории о разбитом сердце, любви, потерях и настойчивости в нечто свежее и трогательное». Пол Грейн из Hits Daily Double предсказал, что альбом будет претендовать на премию «Альбом года» на 59-й церемонии вручения премии «Грэмми».

### Итоговые списки
| Публикация           | Ранг | Список                               |
| -------------------- | ---- | ------------------------------------ |
| AllMusic             | N/A  | Best Albums of 2016                  |
| American Songwriter  | 3    | Top 50 Albums of 2016                |
| BrooklynVegan        | 23   | Top Albums of 2016                   |
| Cosmopolitan         | 11   | The 15 Best Albums of 2016           |
| Entertainment Weekly | 15   | The 50 Best Albums of 2016           |
| Entertainment Weekly | 2    | The Best Country Albums of 2016      |
| Exclaim!             | 3    | Top 10 Folk & Country Albums of 2016 |
| FLOOD Magazine       | 25   | Best Records of 2016                 |
| The Guardian         | 32   | The Best Albums of 2016              |
| NME                  | 33   | 50 best albums of 2016               |
| NPR                  | 20   | 50 Best Albums of 2016               |
| Paste                | 12   | The 50 Best Albums of 2016           |
| PopMatters           | 30   | The 70 Best Albums of 2016           |
| Rolling Stone        | 3    | 40 Best Country Albums of 2016       |
| Rolling Stone        | 21   | 50 Best Albums of 2016               |
| Rough Trade          | 3    | Albums of the Year                   |
| Slant Magazine       | 17   | The 25 Best Albums of 2016           |
| Stereogum            | 7    | The 20 Best Country Albums of 2016   |
| Uncut                | 23   | Albums of the Year                   |

## Список композиций
| №                   | Название                     | Автор(ы)                           | Длительность |
| ------------------- | ---------------------------- | ---------------------------------- | ------------ |
| 1.                  | «Hands of Time»              | Margo Price                        | 6:10         |
| 2.                  | «About to Find Out»          | Price, Jeremy Ivey                 | 3:12         |
| 3.                  | «Tennessee Song»             | Price, Ivey                        | 4:40         |
| 4.                  | «Since You Put Me Down»      | Price, Ivey                        | 4:52         |
| 5.                  | «Four Years of Chances»      | Price                              | 4:33         |
| 6.                  | «This Town Gets Around»      | Price                              | 2:55         |
| 7.                  | «How the Mighty Have Fallen» | Mark Fredson                       | 3:10         |
| 8.                  | «Weekender»                  | Price                              | 4:40         |
| 9.                  | «Hurtin' (On the Bottle)»    | Price, Fredson, Ivey, Caitlin Rose | 4:12         |
| 10.                 | «World's Greatest Loser»     | Price, Ivey                        | 1:34         |
| 11.                 | «Desperate and Depressed»    |                                    | 3:30         |
| Общая длительность: | Общая длительность:          | Общая длительность:                | 43:30        |

## Позиции в чартах
| Чарт (2016)                              | Высшая позиция |
| ---------------------------------------- | -------------- |
| Великобритания (UK Country Albums Chart) | 1              |
| США (Billboard 200)                      | 189            |
| США (Billboard Top Country Albums)       | 10             |
| США (Billboard Folk Albums)              | 5              |
| США (Billboard Independent Albums)       | 11             |

| Чарт (2016)                               | Позиция |
| ----------------------------------------- | ------- |
| Австралия (Top Country Albums, Billboard) | 62      |